# Apotomis infida
Apotomis infida es una especie de polilla del género Apotomis, tribu Olethreutini, familia Tortricidae. Fue descrita científicamente por Heinrich en 1926.
La envergadura es de unos 17–19 milímetros. Se distribuye por América del Norte: Canadá.